# Kulltjärnen (Sunne socken, Jämtland)
Kulltjärnen är en sjö i Östersunds kommun i Jämtland och ingår i Indalsälvens huvudavrinningsområde.